# 袁家菽
袁家菽（？—），女，中国建筑设计专家，曾任第六、七、八届全国政协委员。

## 家族
祖父袁世凯。父亲袁克桓，母亲陈徵。